# Dansk spids
Dansk spids er en hunderace, der stammer fra Danmark. Racen har været brugt som familiens hund på gårdene rundt om i Danmark, men var oprindeligt det bedre borgerskabs følgesvend.
Gennem tiden har den været kendt under forskellige navne. Herunder Samojedespids, Ulvespids, Grønlænderspids og Hvid spids, hvilket skabte megen forvirring og besvær med at holde racen i avlen. Senest blev den kendt som Dansk Hvid spids, men går i dag blot under navnet Dansk spids.
Racen kunne fra 1. januar 2013 stambogsregistreres i Dansk Kennel Klubs X-register og kan udstilles i Danmark, Sverige, Norge og Finland. Den er dog endnu ikke internationalt anerkendt af FCI og er derfor endnu meget ukendt i Danmark og i resten af verden.
Dansk spids tilhører gruppen af spidshunde, som anses for at være blandt de ældste hunderacer i historien.

## Oprindelse
Den danske spids har været en del af Danmarks historie siden tidernes morgen. Nationalmuseet beretter om flere fund af skeletter i historiske udgravninger. Dog kan der ikke peges på præcis hvornår den danske spids er opstået som race, eller hvilke racer som ligger bag den. 
Ved første øjekast ligner den umiddelbart samojeden med den fyldige hvide pels, men udseendet er alligevel betragteligt anderledes i forhold til de arktiske spidser. Ser man nærmere, vil man se, at den har flest ligheder med den Islandske fårehund.
De tidligste informationer om racen finder man i gamle malerier og fotografier fra de seneste to hundrede år. Eksempelvis ses der en afbildning af en formklippet Dansk spids, i det kendte maleri Det Rybergske familiebillede af Jens Juel fra 1797. Dette kan ses på Statens Museum for Kunst. Også fotografier fra omkring 1900 viser den danske spids.

## Rolle i familien
De har almindeligvis været anvendt som selskabshunde på landet, især i Jylland, men blev længere tilbage primært ejet af det bedre borgerskab. Storhedstiden havde den i 1930'erne, hvor den var forholdsvis almindelig på gårdene rundt omkring. Her havde den danske spids rollen som børnenes hund. Siden den tid er antallet af danske spidser dog faldet gevaldigt, og racen var næsten ved at uddø fuldkommen. Men siden sidst i 1980'erne har man gjort en stor indsats for at rekonstruere racen, efter at den var ved at forsvinde. 
I dag er der et stigende antal eksemplarer af racen varetaget under Dansk Kennel Klub.

## Karakteristika
Dansk Spids er en middelstor, rektangulært bygget, spidshund med opretstående ører. Bevægelsen er let og effektiv og kønspræget er udtalt. Skulderhøjde for hanner 43 til 49 cm, for tæver 39 til 46 cm. Kropslængden er lidt større end skulderhøjden. Næsepartiet har samme længde som skallen. Farven går fra hvidlig og over i bisquit (gullig-cremefarvet). Kan også virke svagt rosa, men må ikke give et lysebrunt indtryk. De har en middellang dækpels med blød og tyk underuld. Pelsen er lidt længere ved ørerne og på halen er pelsen godt busket. Dækpelsen er tilliggende og må ikke stå ud fra kroppen.
De bør fremstå livlige, venlige, nysgerrige og modige. Racen fungerer udmærket som vagthund, men må ikke have udpræget jagtinstinkt.

## Galleri
- Dansk spids - Racevinder 2023

## Eksterne kilder og henvisninger
- Wikimedia Commons har flere filer relateret til Dansk spids
- DKK racestandard
- Article from the magazine "Hunden"
- Specialklub under DKK - Selskabet for Dansk Spids
- Dansk-spids.dk - Raceportræt